# 戦国艶物語
『戦国艶物語』（せんごくつやものがたり）は、TBSでは1969年12月6日から1970年5月16日にかけて、毎週土曜22:05 - 23:00（途中から毎週土曜22:00 - 22:56）に放送された連続テレビドラマである。カラー作品。全24回。
お市、淀君、千姫、3人の女性の愛憎と運命を虚実取り混ぜて描いた歴史ドラマ。各8回の3部構成で、同一の登場人物にはリレーキャストが組まれた。

## キャスト

### 第一部・お市編
- お市：若尾文子
- 織田信長：佐藤慶
- 浅井長政：江原真二郎
- 前田利家：山本學
- 妹あやめ：入江若葉
- 浅井久政：中村翫右衛門
- 阿子の方：山岡久乃
- 土田御前：宝生あやこ
- 織田信行：吉田豊明
- 織田信孝：入川保則
- 柴田勝家：小松方正
- 木下藤吉郎：稲垣昭三
- 磯野伯耆守：河野秋武
- 小侍従：日高澄子
- 万寿丸：堀川亮
- 濃姫：白川由美
- 役名不明：小林直美

### 第二部・淀君編
- 淀君：岩下志麻
- 豊臣秀吉：三國連太郎
- 北政所：奈良岡朋子
- 京極局：岩崎加根子
- お江：南風洋子
- 前田利家：清水将夫
- 妙秀尼：東郷晴子
- 徳川家康：永田靖
- 石田三成：天田俊明
- 豊臣秀次：不破潤
- 豊臣秀頼：田村正和
- 鶴松：岡本健
- 服部半蔵：戸浦六宏
- 根岸一角：河原崎長一郎
- 小梅：宮本信子
- 冷泉俊成：細川俊之
- 加賀局：伊藤栄子
- 三条殿：阿井美千子
- 三の丸殿：三浦徳子
- 医師道三：石浜祐次郎

### 第三部・千姫編
- 千姫：星由里子
- 本多忠刻：伊丹十三
- 本多政朝：中村賀津雄
- 坂崎出羽守：木村功
- 柳生但馬守：米倉斉加年
- 本多忠政：三津田健
- 本多正純：清水元
- 坂崎勘兵衛：織本順吉
- 小山三：青山良彦
- おこよ：佐々木愛
- おかつ：柴田美保子
- おみち：古城門昌美
- おみち：津山由紀子
- 役名不明：金子信雄
- 役名不明：沢村宗之助
- 役名不明：北林早苗

## スタッフ
- 脚本：鈴木尚之
- 演出：大熊邦也
- プロデューサー：山内久司
- 制作：朝日放送